# Курлек (Алтайский край)
Курлек — посёлок в Красногорском районе Алтайского края. Входит в состав Новозыковского сельсовета.

## История
Основан в 1850 году. В 1926 году аил состоял из 71 хозяйства. В национальном составе населения того периода преобладали кумандинцы. В административном отношении входил в состав Тайнского сельсовета Старо-Бардинского района Бийского округа Сибирского края.

## Население
| 1926 | 1997 | 1998 | 1999 | 2000 | 2001 | 2002 | 2003 | 2004 |
| ---- | ---- | ---- | ---- | ---- | ---- | ---- | ---- | ---- |
| 362  | ↘44  | ↗47  | ↘39  | →39  | ↗41  | ↗43  | ↗46  | →46  |
| 2005 | 2006 | 2007 | 2008 | 2009 | 2010 | 2011 | 2012 | 2013 |
| ↘45  | ↘42  | ↗46  | →46  | →46  | ↘28  | ↘25  | ↗27  | ↘25  |

### Национальный состав
Согласно результатам переписи 2002 года, в национальной структуре населения русские составляли 60 %, кумандинцы — 29 %.